# Las Musas Desconectadas
Las Musas Desconectadas (El Salvador, 2008) es un grupo conformado por mujeres artistas salvadoreñas. Su propuesta musical es desde el feminismo, la defensa del medio ambiente, la no violencia y la justicia social.

## Historia
Sus inicios comenzaron en 2008 como Las Musas un grupo de batucada creado ante la falta de representación de mujeres en dicho género y con participación de mujeres de diferentes países como Estados Unidos, Alemania, Costa Rica y El Salvador. A finales del 2012, comenzó el proyecto de Las Musas Desconectadas, haciendo fusión de instrumentos armónicos, melódicos y percusión.
Son consideradas pioneras en su género, mezclan la samba y el reggae y reivindican la música como un medio de expresión y empoderamiento femenino y además, abordan las vivencias cotidianas, señalan al sistema heteropatriarcal, los roles de género, la violencia contra las mujeres, la migración entre otras situaciones.
La música de la agrupación es resistencia que canta a las mujeres y grita injusticias, según las declaraciones de las artistas. Impulsan proyectos para la creación de redes entre mujeres y artistas de Centroamérica. En ese sentido, tienen su propio estudio de grabación ReConexión Estudio, un espacio que busca promover y fortalecer el acceso a la producción musical de mujeres con enfoque feminista. Además, el festival anual de cantautoras centroamericanas, Resonar surge de la necesidad de posicionar proyectos centroamericanos para escuchar nuevas voces, conectar y crear colectivamente.

## Integrantes
Para el 2025, el grupo musical está integrado por:
- Memena Rivera, multiinstrumentista
- Cesia Ramírez, baterista
- Ailyn Vásquez, bajista
- Andrea Ramírez, voz principal
- Marielos Montes, guitarrista

## Premios
En 2020, fueron galardonadas con el premio a mejor canción en la categoría Causa Social  con  la pieza Voz de Mujer en la segunda entrega anual de Premios Música 503.

## Discografía
Entre la discografía de la agrupación se encuentran:
- Tierra y viento (2024)
- Raquel (2022)
- Raíces (2020)
- Reconexión (2019)
- Naturaleza Ancestral (2019)